# Магдалена фон Ербах-Ербах
Магдалена фон Ербах-Ербах (на немски: Magdalena von Erbach-Erbach; * пр. 1350; † сл. 1366) е благородничка от Ербах-Ербах и чрез женитба господарка на Франкенщайн в Оденвалд.

## Произход
Тя е дъщеря на Конрад IV (III), Шенк фон Ербах († 1363) и съпругата му Ида фон Щайнах († сл. 1341), дъщеря на Бопо фон Щайнах († 1325) и на Агнес († сл. 1316). Сестра е на Конрад V Млади († 1381) и Еберхард VIII († 1373), Хедвиг († сл. 1345), омъжена за Енгелхард VII фон Вайнсберг († 1377), Маргарета († 1381), омъжена за Енгелхард фон Хиршхор († 1383) и на Агнес († 1352), омъжена за Еберхард Рюд фон Коленберг († сл. 1364).

## Фамилия
Магдалена фон Ербах-Ербах се омъжва за Конрад II фон Франкенщайн (* пр. 1321; † сл. 1366), вдовец на Елизабет фон Динхайм († пр. 1340), син на Еркингер фон Франкенщайн († сл. 1321) и Еуфемия фон Ербах († сл. 1321), дъщеря на Йохан I, Шенк фон Ербах-Райхенберг († 1296) и Анна фон Ринек († 1306). Той има три деца. Тя е втората му съпруга. Бракът е бездетен.